# Kastélyosdombó megállóhely
Kastélyosdombó megállóhely egy Somogy vármegyei megállóhely, melyet a MÁV üzemeltetett. Jelenleg a vasúti forgalom szünetel.

## Vasútvonalak
A megállóhelyet az alábbi vasútvonalak érintik:
- Középrigóc–Villány-vasútvonal

## Kapcsolódó állomások
A vasúti megállóhelyhez az alábbi állomások vannak a legközelebb:
- Drávatamási megállóhely (Középrigóc–Villány-vasútvonal)
- Zádor megállóhely (Középrigóc–Villány-vasútvonal)

## Forgalom
A megállóhelyen és az azt érintő vasútvonalon a vasúti forgalom 2006. május 8-a óta szünetel.

## Megközelítése
A megállóhely Kastélyosdombó belterületének északi peremén helyezkedik el, közúti megközelítése a falun átvezető 5804-es útról a központban letérve, a helyi Fő utcán keresztül lehetséges.